# 한일생명보험 축구단
한일생명보험 축구단은 한일생명보험에서 운영했던 축구단으로 1996년 1월 17일 창단되어실업축구 (현 내셔널리그)에서 활동하였으며 1998년 12월 해체되었다. 이로써 1997년과 1998년 사이에 한일생명보험 축구단을 포함하여 중소기업은행, 국민은행, 한국주택은행, 할렐루야 축구단 등 총 5개 실업축구단이 해체되었다.
한일은행 축구단과는 완전히 별개의 축구단이다.

## 우승 기록
- 전국실업축구연맹전

● 우승 (2) : 1997 추계, 1998 춘계
- 전국축구선수권대회

● 우승 (2) : 1997, 1998